# 番子寮 (臺南市佳里區)
番子寮，原寫為番仔藔，是臺灣臺南市佳里區的一個傳統地域名稱，位於該區西部略偏北。相較於今日行政區，其範圍大致包括海澄里不含南部邊界地帶中段及南部西側凸出部分的東西兩端、安西里北部中央凸出部分的北側、六安里北部的城隍廟西北側地區、佳興里南部邊界地帶西段。
本地區境內主要聚落為番仔藔、北頭（北頭洋）、萊芊藔。

## 歷史
台灣日治初期，番子寮地區為一街庄，稱為「番仔藔庄」（舊制街庄），隸屬於蕭壠堡。該庄昔日北邊西至中段與漚汪庄為鄰，北邊東段及東邊北段與佳里興庄為鄰，東邊南段及南邊為蕭壠庄，西南邊為下營庄，西邊為後港庄。
1901年（日治明治三十四年）11月11日，全台廢縣廳改設二十廳，該庄隸屬於鹽水港廳。1904年（明治三十七年）4月1日，該庄編入「下營區」，隸屬於鹽水港廳。1906年（明治三十九年）4月1日，鹽水港廳內管轄區域調整，該庄仍隸屬於下營區。1909年（明治四十二年）10月25日，全台合併二十廳為十二廳，下營區改隸屬於臺南廳。1920年（大正九年）10月1日，全台地方制度大改正，廢十二廳改設五州二廳，該庄改制並雅化為「番子寮」大字，隸屬於臺南州北門郡佳里庄（新制街庄）。1933年12月20日，佳里庄改制為佳里街。
戰後佳里街改制為佳里鎮，隸屬於臺南縣，大字亦改制為里。1950年（民國39年）10月25日，雲、嘉、南分治，佳里鎮仍隸屬於臺南縣。2010年（民國99年）12月25日，臺南縣、市合併為直轄臺南市，佳里鎮改制為佳里區。

## 聚落

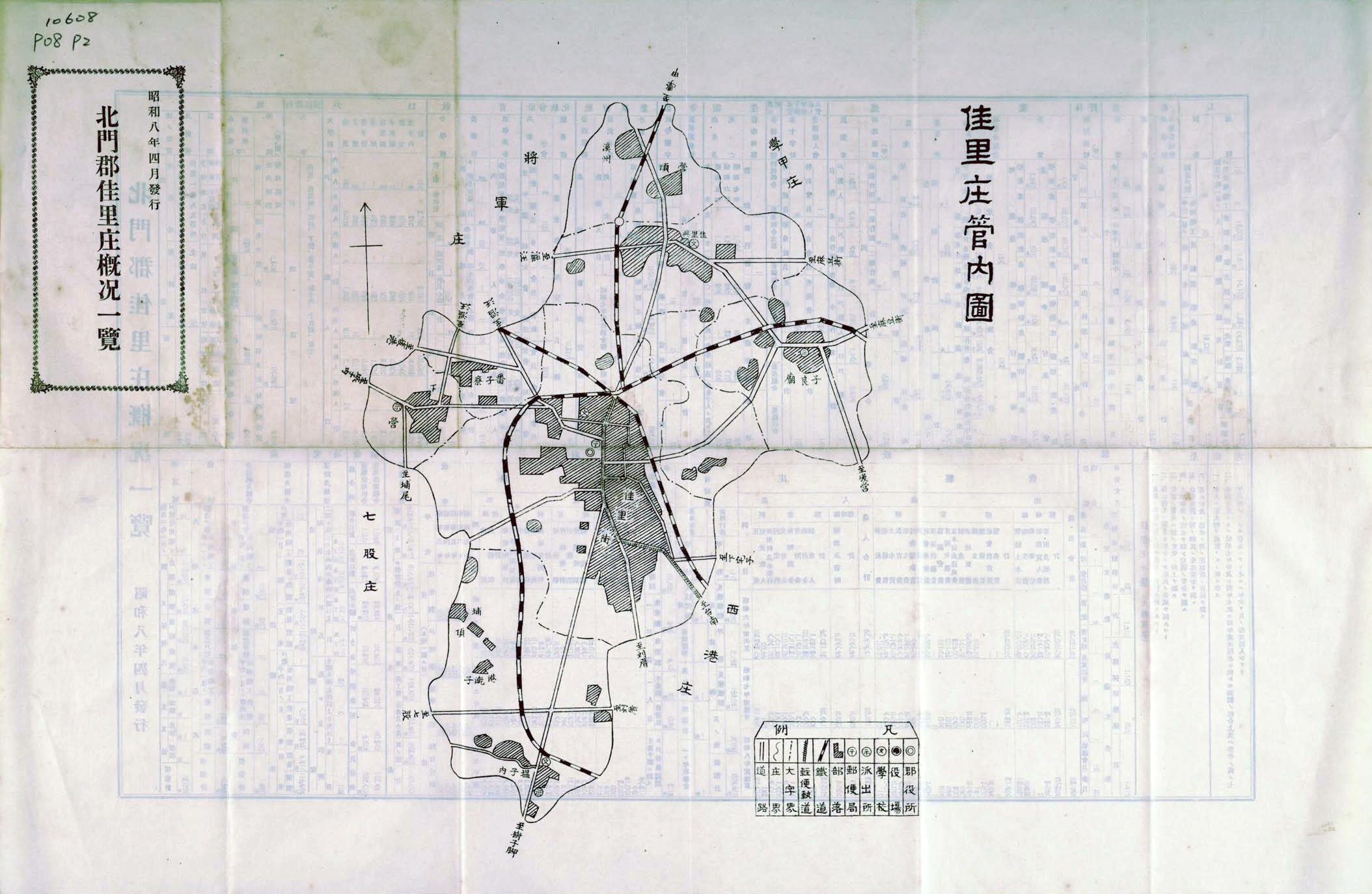
昭和八年（1933年）的佳里庄管內圖，可見番子寮聚落位於佳里庄西部偏北。

本地區發展較早的聚落為番仔藔、北頭（北頭洋）、萊芊藔，在日治初期的官方地圖上已有記載。

## 交通
省道台19線又稱「中央公路」，是彰化至永康的幹道，經過本地區東南角。由該道路北行可前往學甲區、鹽水區、嘉義縣義竹鄉、朴子市等地；南行可前往佳里區佳里市區、西港區、安定區、安南區等地。
區道南19線是學甲至佳里的道路，經過本地區番仔藔聚落東側及北頭聚落東郊，其中一小段與區道南28線共線。
區道南26線是青鯤鯓至佳里的道路，經過本地區南部的北頭聚落。
區道南27線是長榮至大路尾的道路，經過本地區西北部番仔藔聚落西側。
區道南28線是謝子寮至許竹圍的道路，經過本地區番仔藔、萊芊藔兩個聚落，其中一小段與區道南19線共線。

## 名人
- 高育仁：外交官、政治人物。曾任臺灣省議員、臺南縣長、內政部次長、臺灣省議會議長。